# Rubén Wolkowyski
Rubén Wolkowyski, född 30 september 1973 i Castelli, Argentina, är en argentinsk idrottare som tog OS-guld i basket 2004 i Aten. Detta var Argentinas första medalj i basket vid olympiska sommarspelen. Han var även med i baskettävlingarna vid OS 1996. 